# هانس شوارتس
هانس شوارتس (به آلمانی: Hans Schwartz) بازیکن فوتبال و مدافع اهل آلمان است که از سال ۱۹۳۴ میلادی عضو تیم ملی فوتبال آلمان بوده‌است. وی در ۲ بازی ملی حضور داشته است و آخرین بازی ملی خود را در سال ۱۹۳۴ میلادی انجام داد. هانس شوارتس در بازی‌های ملی‌اش گلی به ثمر نرساند.